# Günter Gruber
Günter (Georg) Gruber (* 4. Oktober 1948 in München) ist ein deutscher Diplomat und war von 2008 bis 2013 Botschafter der Bundesrepublik Deutschland in Kuala Lumpur in Malaysia. Seit Sommer 2013 ist er im Ruhestand.
Das Studium der Betriebswirtschaft an der Freien Universität Berlin schloss er 1977 mit der Promotion ab.
Nach dem Eintritt in den Auswärtigen Dienst im Jahr 1981 folgten Verwendungen an der Botschaft in Frankreich, an der Botschaft in Indonesien und im Auswärtigen Amt in Bonn.
Von 1991 bis 1994 war er Gesandter und Leiter des Wirtschaftsreferats an der Universität in Singapur und anschließend Stellvertretender Leiter des Referats für Öffentlichkeitsarbeit im Auswärtigen Amt in Bonn. 1996 wurde Gruber Pressesprecher und Leiter des Referats für Presse- und Öffentlichkeitsarbeit an der Ständigen Vertretung der Bundesrepublik Deutschland bei den Vereinten Nationen in New York. 1998 übernahm er dann die Leitung des Deutschen Informationszentrums für die USA in New York. Von 2000 bis 2004 war er Legationsrat und Leiter des Länderreferats für Südostasien, Australien, Neuseeland und Pazifik im Auswärtigen Amt in Berlin.
Vom Juli 2004 bis August 2008 war er Generalkonsul der Bundesrepublik Deutschland in Sydney.